# Libuna solitella
Libuna solitella là một loài bướm đêm trong họ Crambidae. Chúng được tìm thấy ở Sri Lanka và là loài duy nhất trong chi đơn loài Libuna.